# كانغ دوك-سو
كانغ دوك-سو: (ولد في 1 يناير 1961) وهو لاعب ومدرب كرة قدم سابق من كوريا الجنوبية. وكان ضمن تشكيلة المنتخب الكوري الجنوبي في نهائيات كأس العالم لكرة القدم عام 1986.

## وصلات خارجية
- كانغ دوك-سو على موقع الاتحاد الدولي (مؤرشف)  (الإنجليزية)
- كانغ دوك-سو على موقع دوري كوريا الجنوبية (الإنجليزية)
- كانغ دوك-سو على موقع عالم كرة القدم.نت (الإنجليزية)